# 洛塔尔·德梅齐埃
洛塔尔·德梅齐埃（德語：Lothar de Maizière；1940年3月2日—），德国政治人物，为基督教民主主义派。末任德意志民主共和国部长会议主席（相當於政府總理）。

## 生平
洛塔尔·德梅齐埃出身梅齐埃家族。其成员都是胡格诺派移民的后裔。他的父亲克莱门斯·德梅齐埃（1906-1980年）是一名律师、柏林勃兰登堡教会主教会议成员以及东部基民盟成员，并领导了当地的一个协会。柏林墙倒塌后，他被揭露为斯塔西的长期雇员。1936年，他在诺德豪森与历史学家和政治家约翰内斯·拉特耶的女儿克里斯汀·拉特耶（1910-1981年）结婚。他的叔叔乌尔里希·德梅齐埃曾在德国国防军和联邦国防军服役，并担任联邦国防军监察长。他的表弟托马斯·德梅齐埃也在2005年11月至2018年3月期间担任联邦部长。
1940年，德梅齐埃出生于图林根大区诺德豪森（曾经的普鲁士萨克森省今属于图林根州）。1948年后，该地区并入东德。1958年从柏林格劳恩克洛斯特中学毕业后，德梅齐埃于1959年至1965年在柏林“汉斯·艾斯勒”音乐大学学习中提琴。随后，他在多个乐团担任中提琴演奏家直至 1975 年，其中包括：还与柏林广播交响乐团合作。由于左臂神经发炎，妨碍了他从事职业的能力，1969年至1975年，他通过远程学习在柏林洪堡大学学习法律。自1975年以来，他一直从事律师工作。从1987年起，他担任东德柏林律师学院副主席。
1990年3月，东德大选中，德梅齐埃所在的基督教民主联盟在选举中获胜，為德意志民主共和國唯一一位非德國統一社會黨黨籍的政府首腦。4月12日，德梅齐埃出任总理一职。之后，德梅齐埃任总理一直到两德统一。两德统一后，德梅齐埃在科尔政府中担任德国联邦特别任务部部长及德国基督教民主联盟副主席。1990年12月17日，洛塔尔·德梅齐埃因为受其曾为史塔西工作传闻的困扰，辞去特别任务部部长一职。
2007年，德梅基耶在台灣駐德代表謝志偉安排下曾應台灣智庫邀訪台灣參加轉型正義研討會。在接受訪問時對國民黨黨產問題表示，當他聽說中國國民黨許多財產已開始轉手或賣掉時，覺得「很不可思議」，應儘速透過立法規範。過去在東德他讓人民知道，處理黨產是為了重新建設東德的醫院、學校、老人院；台灣也可以這麼做。最後他語重心長說，「記得，要摧毀前威權政黨物質基礎，才能抑制舊政權的反撲。」